# Marten Beach (Alberta)
Marten Beach est un hameau (hamlet) de Lesser Slave River No 124, situé dans la province canadienne d'Alberta.